# 칼레 스벤손
칼레 스벤손(스웨덴어: Kalle Svensson)으로 잘 알려진 칼오스카르 스벤손(스웨덴어: Karl-Oskar Svensson, 1925년 11월 11일~2000년 7월 15일)은 스웨덴의 축구인으로, 현역 시절 포지션은 골키퍼였다. 리오칼레(스웨덴어: Rio-Kalle)라는 별칭으로도 불렸으며 1944년 6월 4일 18세의 나이에 헬싱보리 IF 소속으로 알스벤스칸에 처음 출전했고 선수 생활 대부분을 헬싱보리에서 보냈다. 그는 데뷔 시즌부터 선수 경력을 마감한 1962년 봄까지 알스벤스칸에서 총 349회 출전했다.
국제 대회에서는 스웨덴 국가대표팀 골키퍼로 활동하면서 1948년 하계 올림픽 금메달과 1952년 하계 올림픽 동메달을 획득했고 자국에서 열린 1958년 FIFA 월드컵에서 준우승을 차지했다.